# Erhard Oswald Johannes Schmidt
Erhard Oswald Johannes Schmidt, nemški matematik, * 13. januar 1876, Dorpat, Livonska gubernija Ruski imperij (sedaj Tartu, Estonija), † 6. december 1959, Berlin, NDR (sedaj Nemčija).
Schmidtovo delo je pomembno vplivalo na usmeritev matematike v 20. stoletju. Ukvarjal se je predvsem s funkcionalno analizo.

## Življenje
Erhard Schmidt se je rodil v družini baltskih Nemcev in je bil sin profesorja fiziologije v Dorpatu in medicinskega biologa Hermanna Adolfa Alexandra von Schmidta (1831–1894), ki je opravil pomembno delo pri pojasnevanju strjevanja krvi, in Ide von Fick (1841–1931).
Po obiskovanju srednjih šol v Dorpatu in Rigi je Ehard študiral matematiko najprej na Imperialni univerzi v Dorpatu, nato pa na Univerza Friderika Viljema III. v Berlinu pri Hermannu Amandusu Schwarzu in na Univerzi v Göttingenu pri Davidu Hilbertu, kjer je leta 1905 doktoriral z disertacijo  o integralskih enačbah (Razvoj poljubnih funkcij po predpisanih sistemih (Entwicklung willkürlicher Functionen nach Systemen vorgeschriebener). Hilbert je bil sredi svojega programa razvijanja temeljev tega, kar se sedaj imenuje funkcionalna analiza, Schmidt pa je postal eden njegovih najpomembnejših sodelavcev. 
Ernst Zermelo je pripisal zasluge pogovorom s Schmidtom za zamisel in metodo za svoj klasični dokaz izreka o dobri urejenosti iz leta 1904 iz »aksioma izbire«, ki je postal sestavni del moderne teorije množic.
Leta 1906 je Schmidt habilitiral v Bonnu pri Eduardu Studyju in po profesorskih položajih v Zürichu (1908), Erlangnu in Breslauu nato odšel v Berlin, kjer je leta 1917 nasledil Schwarza po njegovi upokojitvi.
Z Ludwigom Bieberbachom in Issaijem Schurjem, ki sta bila kmalu zatem imenovana, pa tudi s katedro za uporabno matematiko, ustanovljeno na Schmidtovo pobudo, ki jo je zasedel Richard von Mises, je bil Berlin v 1920-ih eno izmed privlačnih središč za matematiko v Nemčiji. Med letoma 1929–1930 je bil Schmidt rektor Univerze Friderika Viljema III. v Berlinu. Ni bil le dober organizator, ampak tudi uspešen in navdihujoč učitelj, o čemer priča Heinz Hopf, ki ga je leta 1917 poslušal v Breslauu in se kasneje pri njem izpopolnjeval v Berlinu.
Leta 1950 se je Schmidt upokojil, vendar je do leta 1958 ostal direktor Raziskovalnega inštituta za matematiko Nemške akademije znanosti v Berlinu. Bil je eden od ustanoviteljev dveh pomembnih nemških matematičnih znanstvenih revij: Mathematische Zeitschrift (1918) in Mathematische Nachrichten (1948).
V letih 1927 in 1928 ter ponovno od 1935 do 1936 je bil predsednik Nemškega matematičnega društva (DMV) in leta 1936 vodja nemške delegacije na Mednarodnem matematičnem kongresu v Oslu. Od leta 1918 je bil član Pruske akademije znanosti, leta 1942 pa je bil izvoljen za dopisnega člana Bavarske akademije znanosti. 12. marca 1956 je bil sprejet za dopisnega člana Francoske akademije znanosti v oddelku geometrija.
Od leta 1909 je bil poročen z Berto von Bergmann, ki je umrla ob rojstvu njunega tretjega sina leta 1916.

## Znanstveno delo
Schmidt velja za enega od utemeljiteljev funkcionalne analize. Prispeval je mnogo pojmov v teoriji Hilbertovih prostorov, ki so izhajali iz študija integralskih enačb v Hilbertovi šoli. Bistveno je poenostavil predstavitve pri Hilbertu in Eriku Ivarju Fredholmu ter obravnaval tudi nelinearne integralske enačbe.
Leta 1907 je v linerani algebri uvedel pomemben poseben način izražanja in predstavitve vektorja v tenzorskem produktu dveh prehilbertovih prostorov, ki se sedaj imenuje po njem Schmidtova razstavítev.
Gram-Schmidtova ortonormalizacijska metoda je znana po razvoju ortonormalnega sistema lastnih funkcij. Potem je preučil primer, ko jedro ni simetrično, in pokazal, da so se v tem primeru lastne funkcije, povezane z dano lastno vrednostjo, pojavile v sosednjih parih.
V reviji Rendiconti del Circolo Matematico di Palermo je leta 1908 obravnaval razrešitev neskončnorazsežnih sistemov enačb z različnih vidikov. Nikoli se ni mogel sprijazniti s preoblikovanjem teorije v rokah svojega učenca Johna von Neumanna.
Schmidt je delal tudi v analitični teoriji števil, topologiji (nov preprost dokaz Jordanovega krivuljnega izreka, Sitzungsberichte der Preussischen Akademie der Wissenschaften, 1923) in nazadnje od leta 1939 na izoperimetričnih problemih v geometriji, o čemer je leta 1948 in 1949 objavil pomemben članek. V zgodnjem delu se je ukvarjal tudi z opredelitvijo vsebinskih pojmov in dolžine krivulje v analizi.

## Nacionalsocializem
Med 2. svetovno vojno je bil Schmidt na vodilnih položajih na Univerzi Friderika Viljema III. v Berlinu in je moral izvajati različne nacistične resolucije proti Judom – delo, ki ga očitno ni dobro opravil, saj so ga na neki točki kritizirali, da ne razume »judovskega vprašanja«. Na praznovanju njegovega 75. rojstnega dne leta 1951 je ugledni judovski matematik Hans Freudenthal, ki je preživel nacistična leta, brez kritike govoril o težavah, s katerimi se je Schmidt soočal v tem obdobju. Vendar je bil Schmidt konservativec in nacionalist in je branil Hitlerja po kristalni noči, ko je Issaiju Schurju rekel: »da predpostavimo, da bi se morali boriti v vojni, da ponovno oborožimo Nemčijo, se združimo z Avstrijo, osvobodimo Saar in nemški del Češkoslovaške. Takšna vojna bi nas stala pol milijona mladih moških, ampak vsi bi občudovali našega zmagovitega voditelja. Sedaj je Hitler žrtvoval pol milijona Judov in dosegel velike stvari za Nemčijo. Upam, da boste nekega dne prejeli odškodnino, vendar sem še vedno hvaležen Hitlerju.«